# Rybnica (miasto)
Rybnica (rum. Rîbnița; ros. Рыбница, Rybnica; ukr. Рибниця, Rybnycia) – miasto w Mołdawii, w Naddniestrzu, nad Dniestrem, siedziba administracyjna rejonu Rybnica. W 2014 roku liczyło prawie 48 tys. mieszkańców, co stanowi 3. wynik w Naddniestrzu.
Miasto jest największym na północy Naddniestrza ośrodkiem przemysłowym z dużą przetwórczą hutą stali, zakładami przemysłu elektromaszynowego i metalowego oraz fabryką pomp. Znajduje się tu most na Dniestrze łączący z przejściem granicznym do Reziny (Mołdawia).
Rybnica stanowi największe skupisko Polaków w Naddniestrzu. Według spisu statystycznego z 2004 w mieście zamieszkiwało 480 Polaków. W mieście istnieje parafia rzymskokatolicka pw. św. Józefa z mszami m.in. w języku polskim. W 2002 roku powstało w mieście Rybnicko-Polskie Stowarzyszenie „Polonia”.

## Historia
Została założona w 1628 roku i już w 1657 była wymieniana jako ważna miejscowość po polskiej stronie rzeki Dniestr. Prywatne miasto szlacheckie, własność Koniecpolskich, a później Lubomirskich położone było w 1789 roku w województwie bracławskim w prowincji małopolskiej Korony Królestwa Polskiego. W 1793 roku w wyniku II rozbioru Polski Rybnica została przyłączona do Rosji i weszła w skład guberni podolskiej. W latach 1815–1817 z fundacji Jana Kożuchowskiego zbudowano nowy kościół katolicki pw. św. Józefa.

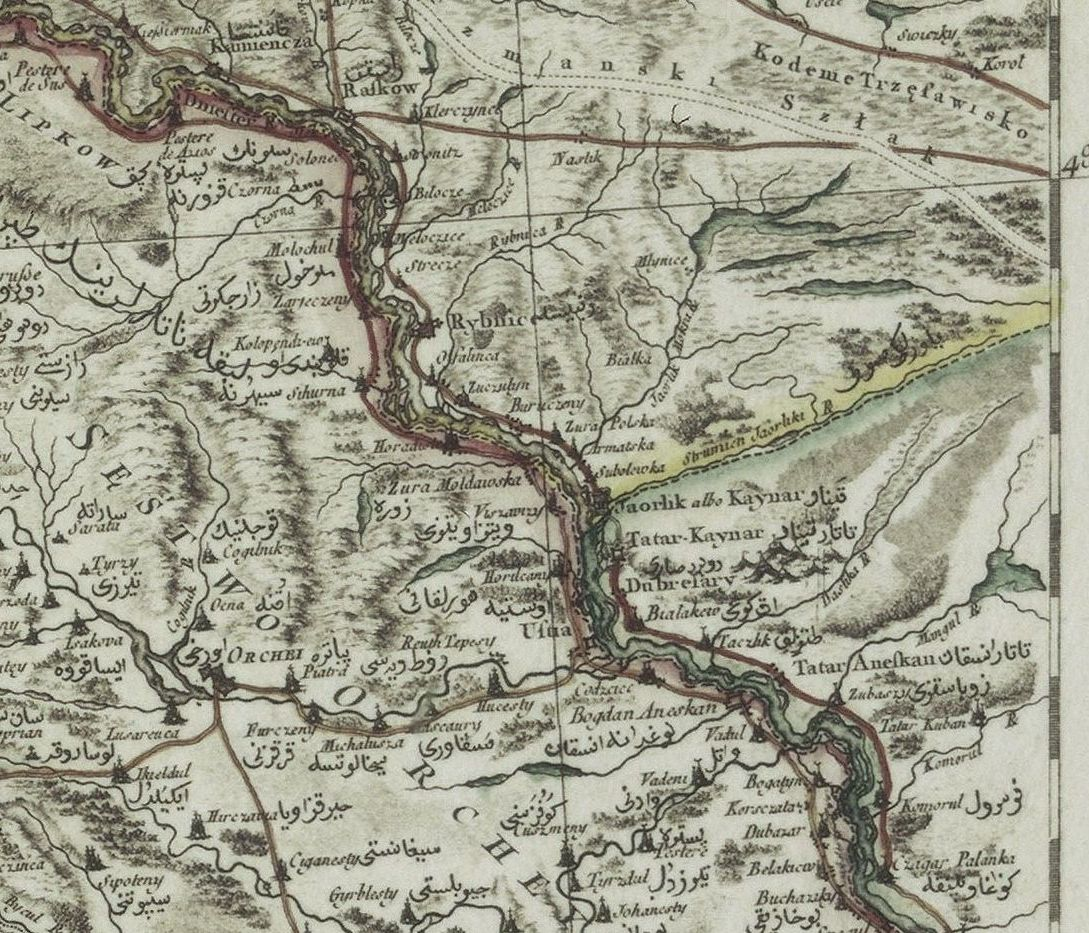
Fragment mapy Polski z 1772 r. z zaznaczonym miastem Rybnica

Od 1922 część ZSRR. W 1924 włączona w granice nowo utworzonego Mołdawskiego Obwodu Autonomicznego, przekształconego jeszcze w tym samym roku w Mołdawską ASRR, a w 1940 w Mołdawską SRR. W 1933 decyzją władz zamknięty został polski kościół św. Józefa, a w 1936 został zburzony. W latach 1941–1944 miasto znajdowało się pod zarządem Rumunii jako część tzw. Transnistrii, po czym ponownie przynależało do Mołdawskiej SRR. Po 1991 pod kontrolą Naddniestrzańskiej Republiki Mołdawskiej.

## Galeria

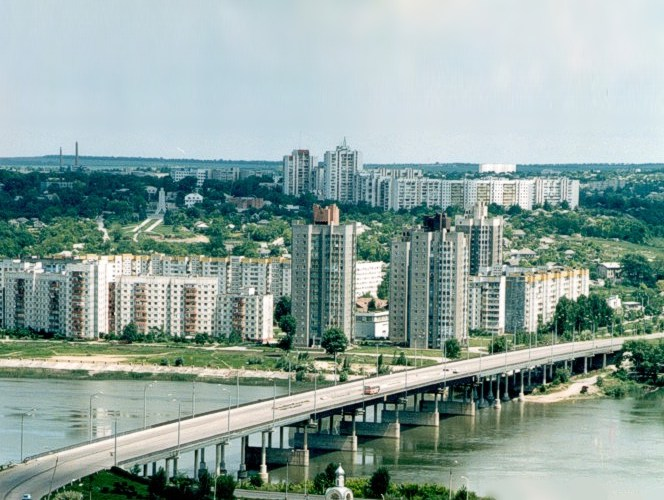
Widok na most na rzece Dniestr
Blokowisko
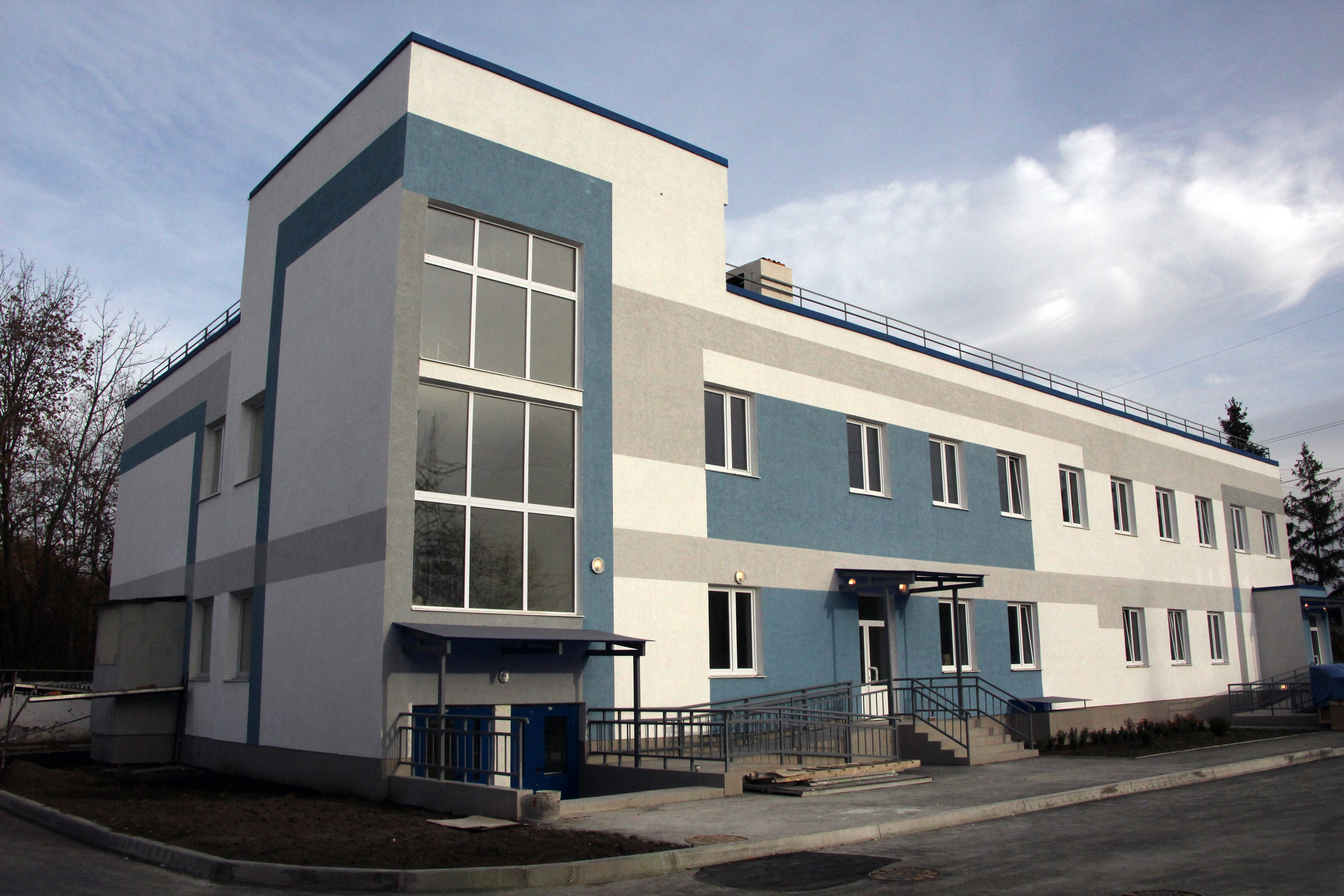
Budynek szpitalny
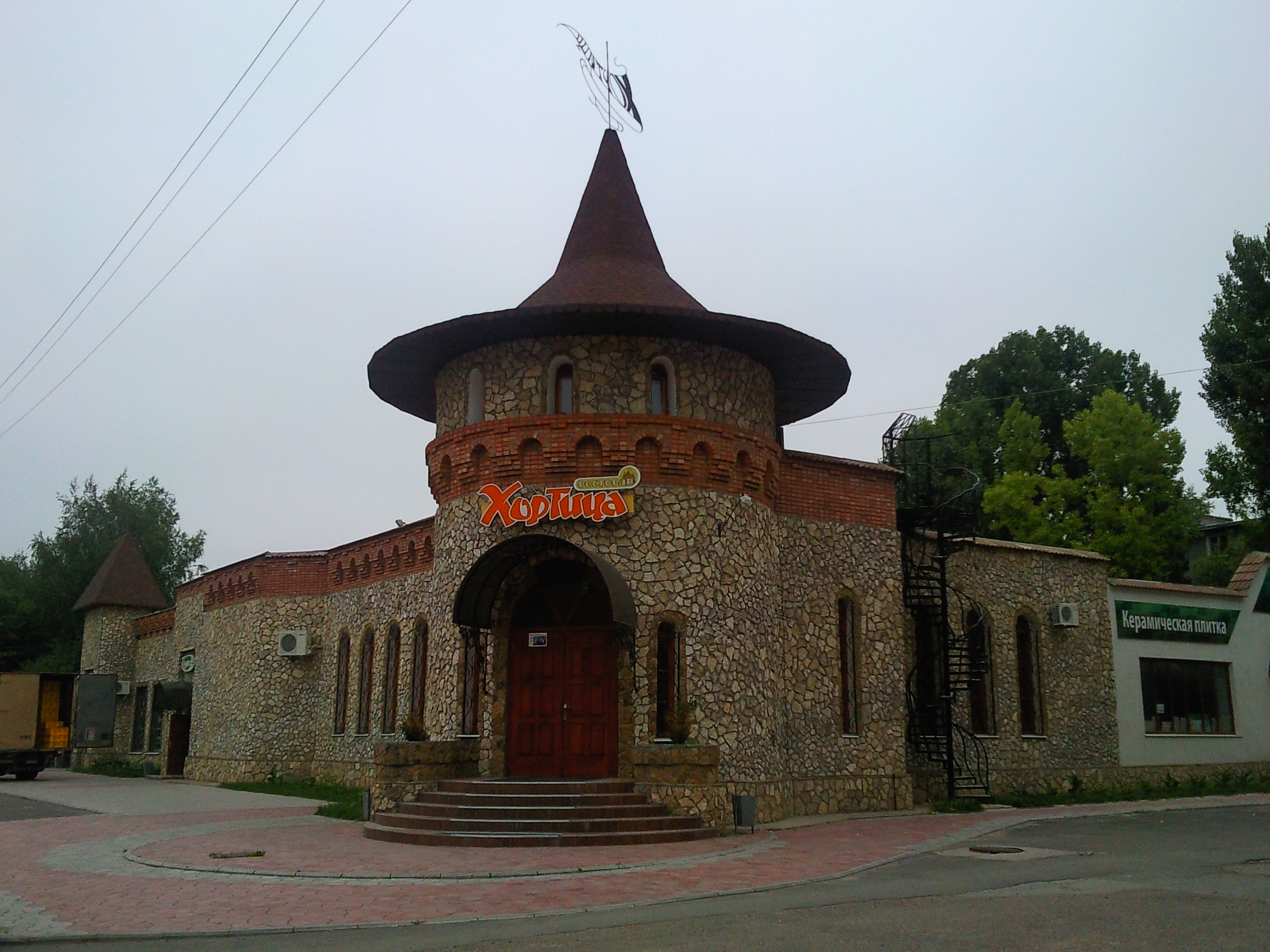
Restauracja
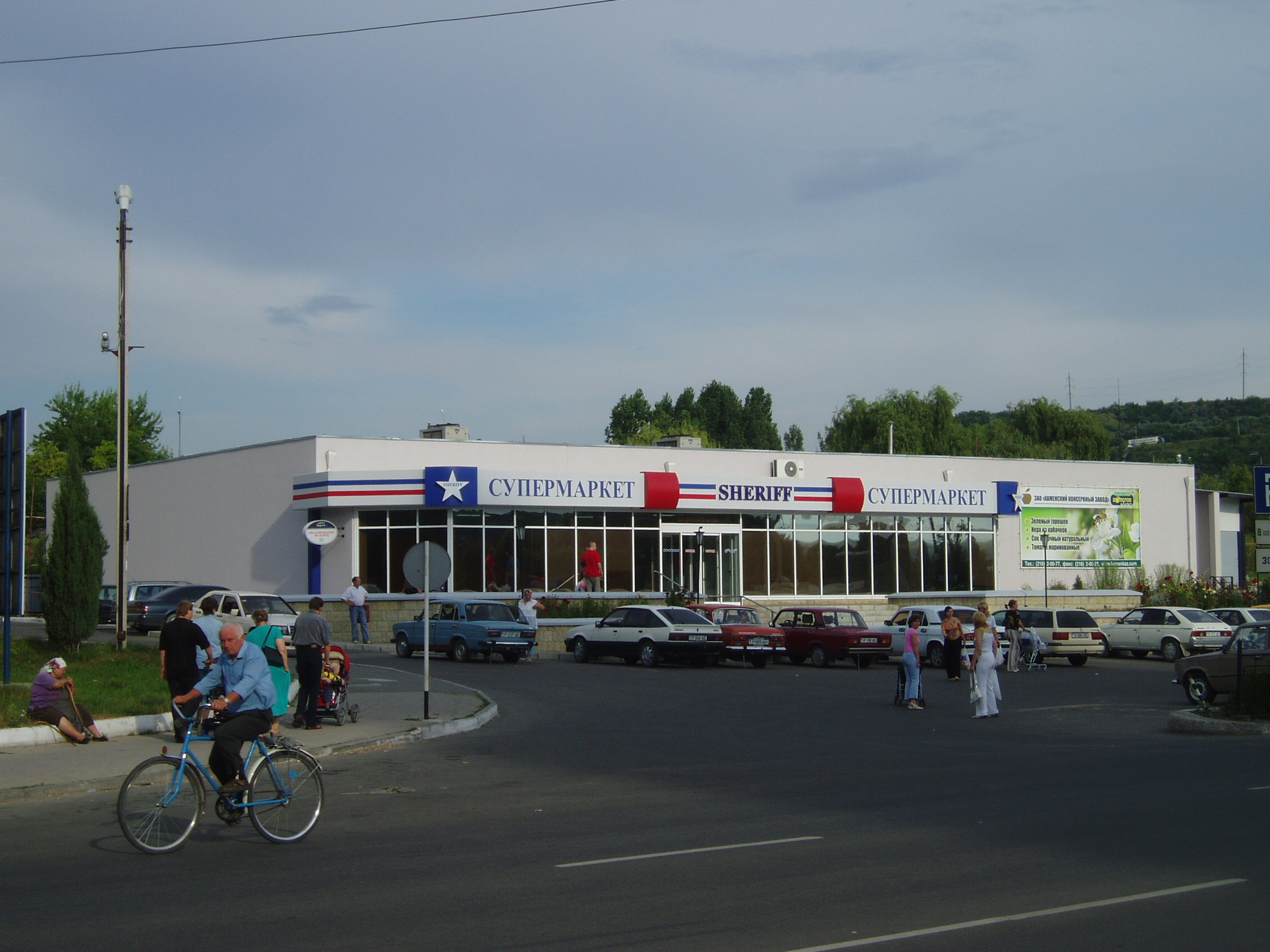
Supermarket Sheriff

## Współpraca
- Dmitrow, Rosja
- Winnica, Ukraina
- Hoła Prystań, Ukraina